# Mannetje in de maan

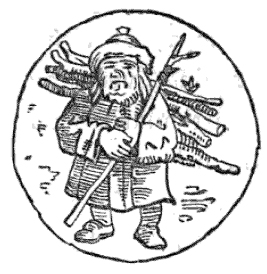
Het mannetje in de maan

Het mannetje in de maan, het mannetje op de maan of het vrouwtje in de maan is de hoofdpersoon uit een sprookje.

## Verhaal
Een man gaat op zondag houthakken. Als hij met een grote takkenbos op zijn rug huiswaarts keert, ontmoet hij een heer in zondags pak, die hem voorhoudt: 'Weet jij niet dat het zondag is? God wil dat de zondag geheiligd wordt, en op die dag mag er niet gewerkt worden.' De man zegt dat het hem weinig kan schelen: zondag of maandag, wat maakt het nu uit? 'Ga dan maar voor eeuwig de maandag vieren op de maan', zegt God - want Hij is het. En de man wordt verbannen naar de maan. Wie bij volle maan goed kijkt, ziet daar nog altijd die man met zijn takkenbos op zijn rug zitten.
Zo verloopt ongeveer het sprookje van het Mannetje in de maan in het populaire 'Deutsches Märchenbuch' (1857) van Ludwig Bechstein.

## Oorsprong en betekenis

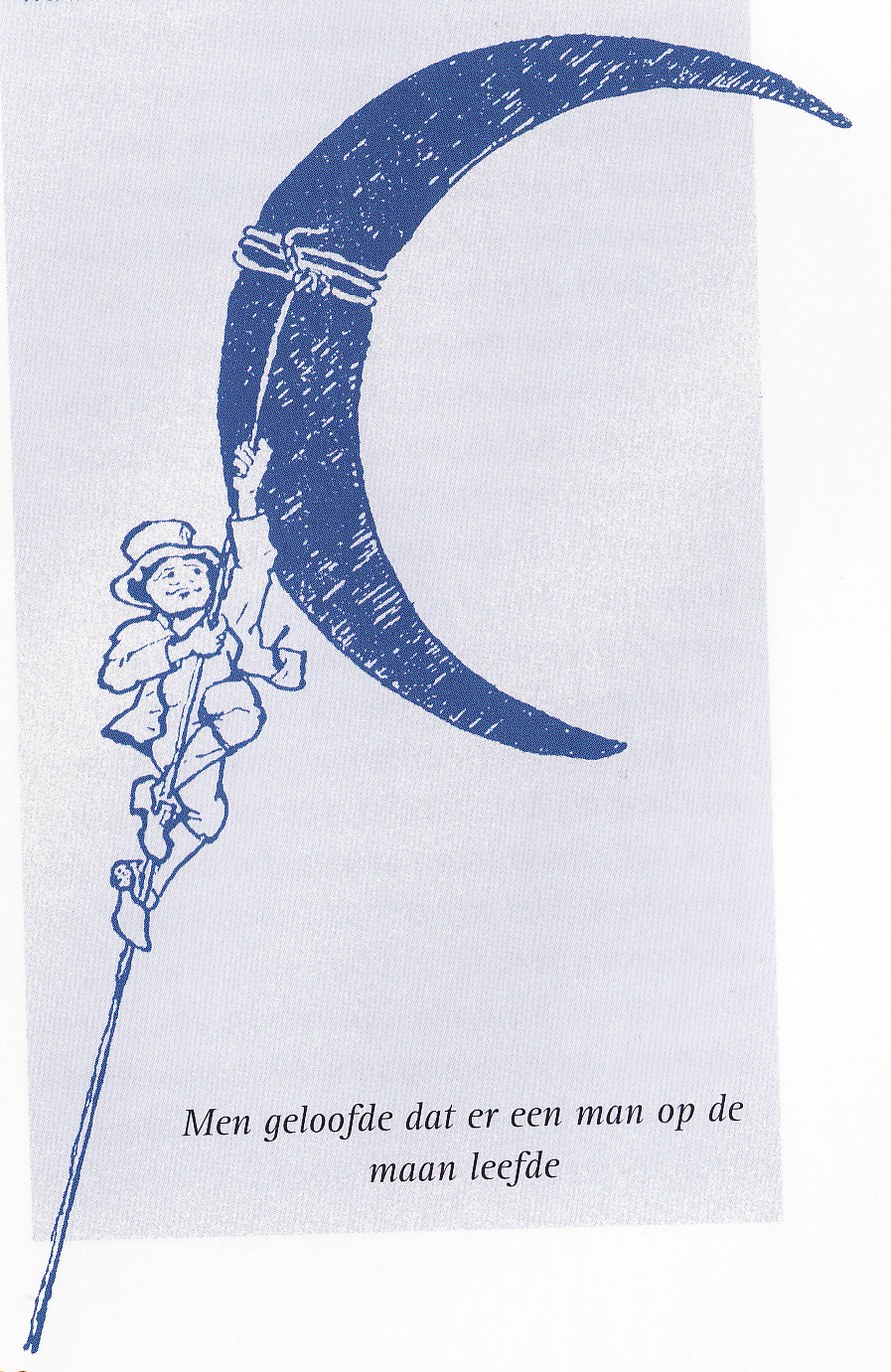
Het mannetje glijdt van de maan. Bewerking van J. A Bruins: Het Maanmannetje (1902), in: R. A. Koman: Dalfser Muggen, 2006.

Als men naar de maan kijkt, blijken er lichte en donkere plaatsen te zijn. In de oudheid hield men deze donkere plaatsen voor zeeën. Thans weet men dat het hier om vlaktes gaat, waar het zonlicht anders wordt teruggekaatst.
De donkere plaatsen riepen beelden op. Aan de basis van het sprookje van het Mannetje in de maan ligt de menselijke neiging ten grondslag om vormen te 'herkennen', te benoemen, te interpreteren en betekenis te geven. Wat men precies in de maan ziet, kan per cultuur verschillen. In andere culturen op andere continenten ziet men in de maan bijvoorbeeld een haas, een konijn, een rat of een kikker. Andere afbeeldingen die gezien worden zijn: een vrouw die zit te spinnen, een man met een juk emmers of een groenteverkoper met kar.
In Nederland en Vlaanderen vinden we over het Mannetje in de maan talloze verhalen of opvattingen. Zo heet het mannetje in de mondelinge en schriftelijke overlevering van Oudleusen (gemeente Dalfsen) Mans van de Maone, die avonturen beleeft in het dorp.
Het mannetje of vrouwtje in de maan blijft vaak naamloos. In het Middelnederlands werd het mannetje wel aangeduid met de naam Ludergere (varianten: Ludegere, Lodegere, Leudergere). De herkomst van deze naam is onduidelijk. In Gelderland heet het Mannetje in de maan Vondel Gaus (of Gans) en in Belgische verhalen staat de hoofdpersoon bekend als Janneken.

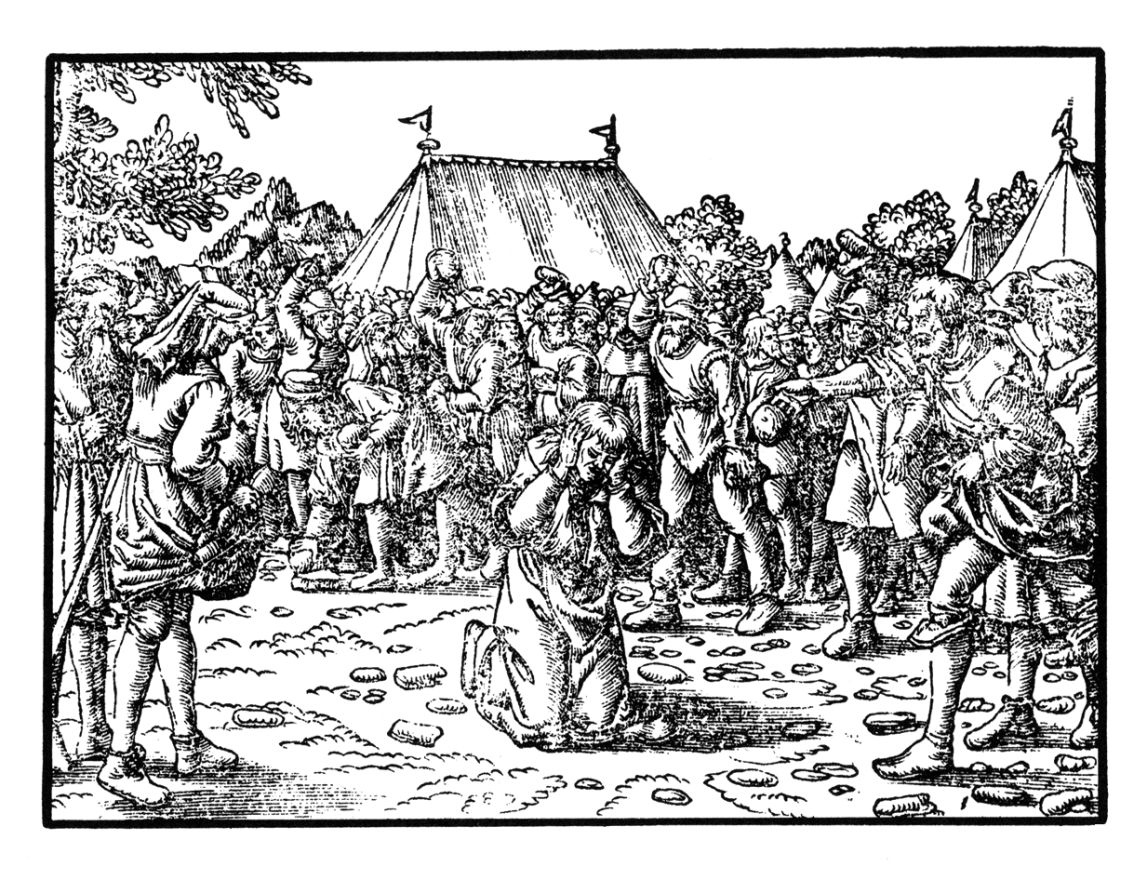
De steniging van een schender van de sjabbat uit het Bijbelse Numeri vormt de aanleiding tot het verhaal van het Mannetje in de maan. Luther Bijbel, 1545.

De inspiratiebron van de verhaalmotieven wijzen duidelijk in de richting van de Bijbel, al lezen we daar nog niet van de eeuwige verbanning naar de maan. In Numeri 15:32-36 wordt verteld over de Israëliet die er op betrapt werd dat hij op de sjabbat hout sprokkelde: 'Hij werd in bewaring gesteld, omdat nog niet bepaald was wat er met hem moest gebeuren. Jahwe zei tot Mozes: "Die man moet ter dood gebracht worden. Heel de gemeenschap moet hem buiten het kamp stenigen." Toen voerde heel de gemeenschap hem buiten het kamp en stenigde hem dood.'
De verhaalstof van het Mannetje in de maan werd als kinderschrik ook wel ingezet om kinderen bang te maken. 'Als je zondags gaat werken, moet je op de maan blijven.'
In Noord-Brabant is ook het volgende volksrijm bekend:
'Menneke moan,
Mee se leêre bruuksken oân
Hij hee 'n bordje pap gegete
En hee zen bruukske vol geschete.'

## Trivia

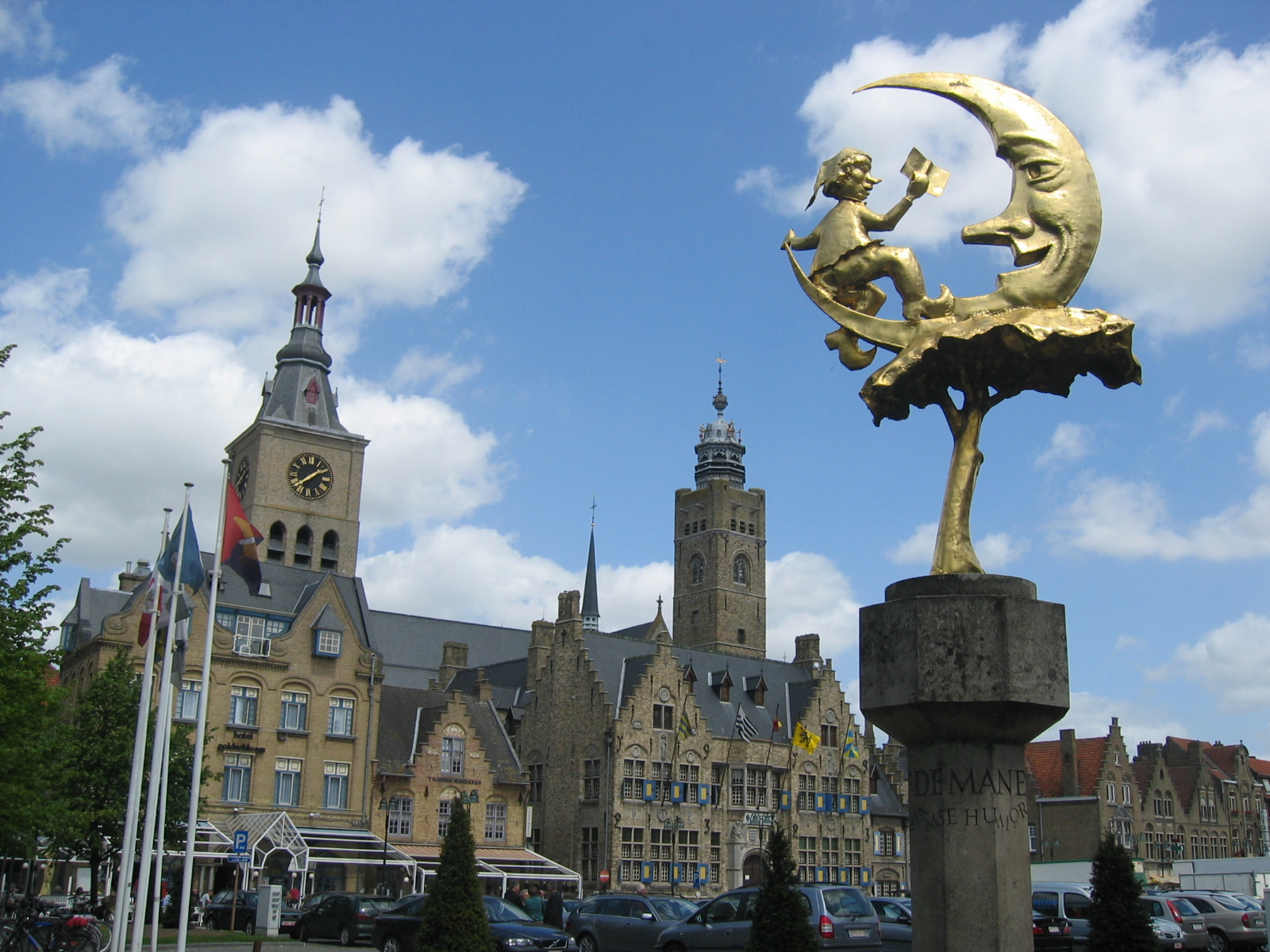
Standbeeld in Diksmuide

- Karin Bloemen heeft met een tekst en een gelijknamig liedje Woman in the moon, een variant gebaseerd op het verhaal van het mannetje in de maan.
- In China en veel andere landen ziet men geen mannetje maar een haasje. Wie met enige fantasie kijkt, zal het dier herkennen. Het zit rechtop, kijkt naar links en zijn oren steken achteruit.
- In Japan ziet men een konijn. Men noemt het "Tsuki no usagi", wat "konijn van de maan" betekent. Vele mensen vertelden hun kinderen over een konijn dat op de maan rijstkoekjes bakt.
- Marcel Thielemans heeft het liedje gemaakt Kleine man in de maan.
- 't Manneke uit de Mane is een oude Vlaamse volksalmanak. In de Vlaamse stad Diksmuide staat een standbeeld van 't Manneke uit de Mane.
- Ook Klaas Vaak zou op de maan wonen.
- De achternaam  't Mannetje is ontleend aan het uithangbord van het huis met de naam  't Mannetje in de Maan.[5]
- In een verhaal van de stripreeks van Jerom komt het mannetje in de maan ook voor, zie Het mannetje in de maan (Jerom).

## Externe link

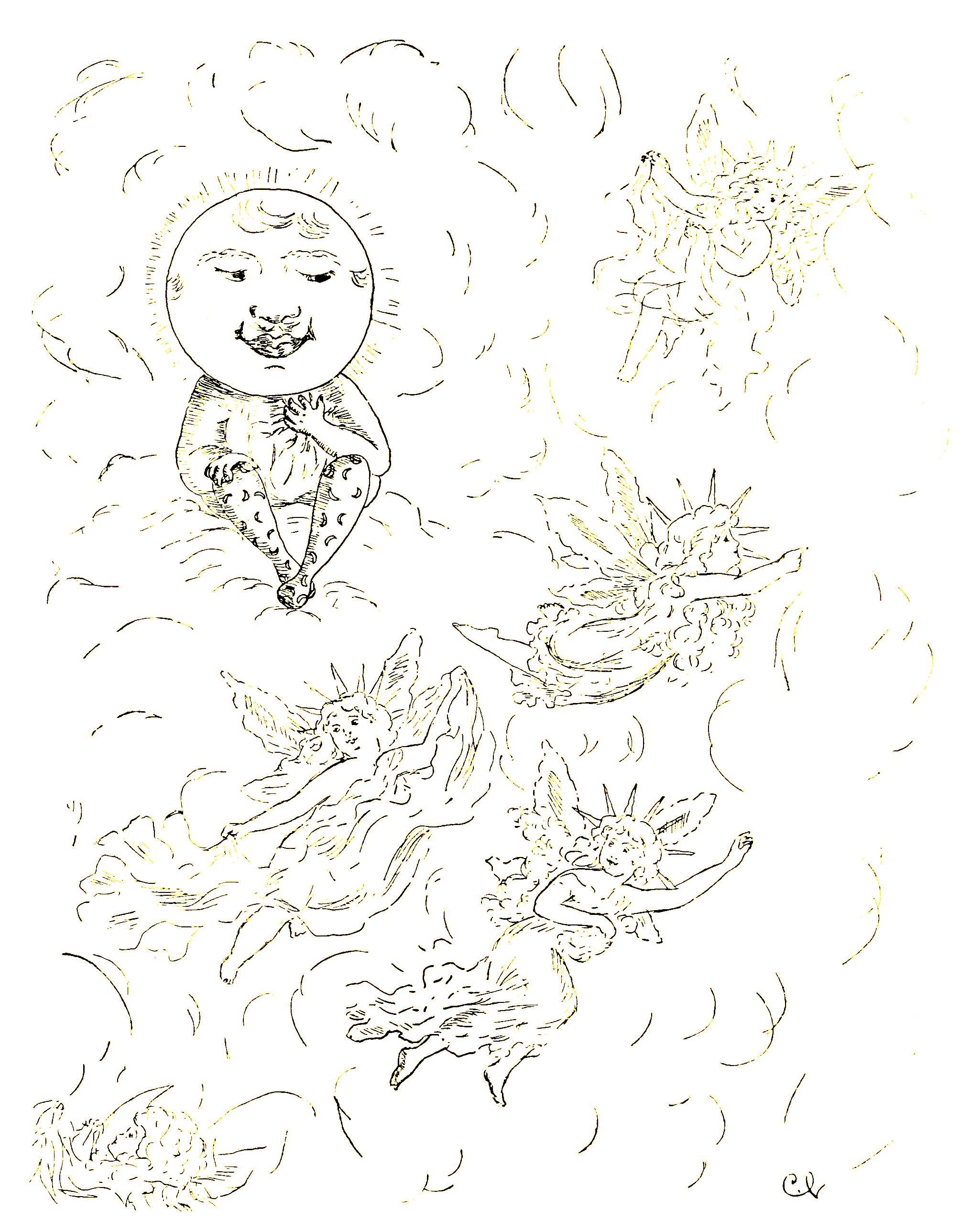
The Wonderful Fairies of the Sun by Ernest Vincent Wright
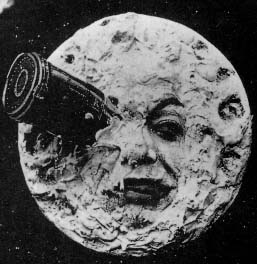
Een afbeelding van het "Mannetje in de Maan" uit de film Le voyage dans la lune uit 1902.